# Amaq
Pour les articles ayant des titres homophones, voir Amak et Hamac.
L’Amaq (en arabe : وكالة أعماق الإخباريّة, Wakālat A‘māq al-Ikhbāriyyah, en anglais : Amaq News Agency) est l'agence de presse et un des organes de propagande de l'organisation djihadiste État islamique (EI, ou Daech).

## Historique
L'agence Amaq apparaît en août 2014, alors que l'État islamique est engagé dans la bataille de Kobané, elle diffuse alors des images des combats. Par la suite, elle continue de publier, sous forme de dépêches, les diverses opérations militaires et attentats menés par les djihadistes de l'EI. 
Cette agence est fondée par le journaliste syrien Rayan Machaal, ancien activiste et créateur du site Halab News basé à Alep,. Celui-ci est tué le 29 mai 2017 à Mayadine dans un raid aérien de la coalition,.

## Analyse
Les dépêches d'Amaq sont rédigées dans plusieurs langues. La fusillade de San Bernardino, en décembre 2015 aux États-Unis, est la première attaque terroriste menée hors d'Irak et de Syrie relayée par Amaq. Depuis l'agence est devenue le principal canal de diffusion des revendications d'EI, ses dépêches précédent généralement la publication des communiqués officiels.

### Objectivité et propagande
Selon Wassim Nasr, journaliste de France 24 : « Leur ligne de conduite est de coller un maximum à la réalité. Quand ils perdent, ils parlent rarement mais ils ne donnent pas de fausses informations pour garder une crédibilité aux yeux de leur public ».
Selon Madjid Zerrouky, journaliste du Monde, « Amaq n’est évidemment pas une agence de presse au sens traditionnel, même si elle fait tout pour s’en donner les apparences – ton factuel et en général sans outrance, présentation soignée et outils techniques poussés, comme une application Androïd. Il s’agit bien d’un outil de propagande de l’EI qui, parfois, sert de brève prérevendication avant la publication d’un communiqué plus long par l’organisation ».
En 2017, l'État islamique est très affaibli par les offensives militaires et les bombardements qui causent également de lourdes pertes dans ses organes de propagande. Les revendications de l'État islamique apparaissent alors moins crédibles et moins fiables, les contacts entre les membres de l'organisation sont également plus difficiles. Pour Jean-Charles Brisard : « Il y a deux périodes très nettes dans l'évolution de l'EI. Avant 2017, la crédibilité de l'organisation reposait sur le sérieux de ses revendications. Elle s'attachait à communiquer sur des actions avec lesquelles elle avait des liens établis, sous formes d'allégeance, de vidéos ou de photos », mais à partir de 2017 « la crédibilité de l'organisation ne repose plus sur le sérieux de ses revendications mais tient davantage à sa capacité d'influence et d'action. Il faut qu'elle montre qu'elle est présente et qu'elle continue d'agir, en dépit de ses déroutes militaires ». La chercheuse Myriam Benraad juge quant à elle que la « déprofessionnalisation » des organes de propagande de l'EI relève davantage de l'« amateurisme » que de l'« opportunisme ». Selon elle « L'Etat islamique n'a plus les mêmes moyens que par le passé, et leurs revendications confinent à présent davantage à l'intuition qu'à la preuve tangible ».

### Vocabulaire
Dans ses communications, l'État islamique use généralement du terme de « soldats du califat » pour désigner les combattants qui lui sont directement affiliés. Les auteurs d'attaques ayant revendiqué leurs actions au nom de l'EI, mais sans être forcément en contact avec le groupe djihadiste, sont généralement qualifiés de « partisans » ou de « sympathisants »,.